# Noční let
Noční let (francouzsky Vol de nuit) je druhý román francouzského spisovatele a pilota Antoineho de Saint-Exupéryho. Poprvé byl vydán v roce 1931 a byl věnován Didieru Dauratovi. Právě toto dílo se stalo mezinárodním bestsellerem a zajistilo Exupérymu dobré jméno.
Stejnojmennou operu (Volo di notte) napsal roku 1940 podle této knihy italský skladatel Luigi Dallapiccola.

## Obsah díla
Celý příběh se odehrává za jediné noci. Na začátku knihy autor popisuje noční let pilota Fabiena z jihu Patagonie do Buenos Aires a jeho pocity při něm. Zastihne ho cyklónová bouře, která ho obklíčí ze všech stran. Ačkoliv je Fabien jeden z nejlepších pilotů, neví kde se nachází, a proto vystřelí svoji jedinou světlici. Díky tomu zjistí, že letí nad mořem a nemá tedy možnost kde přistát. Rozhodne se vzlétnout do světla mraků a hvězd, aby se uklidnil, i když ví, že to bude znamenat jeho konec. Mezi tím vším autor popisuje také situaci dole na zemi, život ředitele letectva Riviéra, který vždy nese velkou odpovědnost za životy letců i celou rozváženou poštu. Proto je často na ostatní přísný, vždy dodržuje předpisy, bez ohledu zda byly porušeny vinou pilota nebo ne, ale v nitru duše je to úplně jiný člověk. Inspektor Robineau se chce spřátelit s jedním z pilotů - Pellerinem, ale Riviére nabádá Robineaua, aby si mezi podřízenými nedělal přátele a přikáže udělit Pellerinovi pokutu. Na letišti pak čeká Fabienova žena. Riviére ví, že v tomto počasí nemá pilot šanci a určitě se už nevrátí. Fabien zůstává nezvěstný, téhož dne vylétá další letadlo na svůj noční let s poštou do Evropy.